# Fashion Show Mall
Le Fashion Show Mall est un centre commercial situé à Las Vegas, dans le Nevada. Il appartient à General Growth Properties. Avec ses 175 415 m2 cela en fait l'un des plus grands centres commerciaux du monde. Le centre commercial possède plus de 250 boutiques et organise régulièrement des défilés de mode. Ces défilés ont lieu dans le centre commercial tous les vendredis, samedis et dimanches. Pendant les mois d'hiver, le centre commercial a prévu des tempêtes de neige à l'intérieur. Le père Noël fait également des apparitions spéciales.

## Histoire
Le centre commercial a été ouvert en 1981 à l'origine il avait une superficie de 5 900 m2. En 2003, il est passé de 5 900 à 15 000 m2.Une extrémité ouest a été ajoutée au centre commercial, en ajoutant 46 000 m2 d'espace de stockage, y compris le Grand Hall, où des défilés de mode sont effectués tout au long de la journée.
- Bloomingdale's Home+Furniture (ouvert en 2002) (unique au Nevada)
- Dillard's (ouvert en 2002)
- Macy's (ouvert en 1981)
- Neiman Marcus (ouvert en 1981, agrandi en 2002) (unique au Nevada)
- Nordstrom (ouvert en 2002) (unique au Nevada)
- Saks Fifth Avenue (ouvert en 1981) (unique au Nevada)
- Apple Store
- Abercrombie & Fitch
- Capital Grille
- Express
- Maggiano's Little Italy
- Z Gallerie
- Zara